# Campionato Goiano
Il Campeonato Goiano è il campionato di calcio dello stato del Goiás, in Brasile. È organizzato dal 1944 dalla Federação Goiana de Futebol (FGF).

## Stagione 2024
- Anápolis (Anápolis)
- Aparecidense (Aparecida de Goiânia)
- Atl. Goianiense (Goiânia)
- CRAC (Catalão)
- Goianésia (Goianésia)
- Goiânia (Goiânia)
- Goiás (Goiânia)
- Goiatuba (Goiatuba)
- Iporá (Iporá)
- Jataiense (Jataí)
- Morrinhos (Morrinhos)
- Vila Nova (Goiânia)

## Titoli per squadra
| Squadra         | Città     | Titoli |
| --------------- | --------- | ------ |
| Goiás           | Goiânia   | 28     |
| Atlético        | Goiânia   | 18     |
| Vila Nova       | Goiânia   | 15     |
| Goiânia         | Goiânia   | 14     |
| CRAC            | Catalão   | 2      |
| Goiatuba        | Goiatuba  | 1      |
| Anápolis        | Anápolis  | 1      |
| Itumbiara       | Itumbiara | 1      |
| Grêmio Anápolis | Anápolis  | 1      |